# Conochuza
Conochuza là một chi bướm đêm thuộc họ Noctuidae.